# Людвіг Уланд
Людвіг Уланд (нім. Ludwig Uhland; 26 квітня 1787, Тюбінген — 13 листопада 1862, Тюбінген) — німецький поет, представник «швабської школи» (нім. Schwäbische Dichterschule) — групи пізніх німецьких романтиків (Ю. Кернер, Г. Шваб, В. Гауф, Е. Мьоріке та ін.).

## Життєпис
Людвіг Уланд народився 26 квітня 1787 року в Тюбінгену. Захоплювався романтизмом, досліджував старофранцузьку та старонімецьку поезію. Вивчаючи середньовічний епос, Людвіг Уланд намагався перейняти її у свою творчість. Поет, вчений, правник та суспільний діяч Швабії. Член вюртемберзького ландтагу. Після Весни народів у 1848 році переходить демократичну опозицію в Штутгардському парламенті. Прихильник романтичного народництва та націоналізму. У творчості висловлював позицію консервативного традиціоналізму дрібного та середнього бюргерства. Творчість Уланда це остання епоха німецького романтизму. У переважній більшості своєї творчості він застосовує «повернення до історії», ідеалізуючи період Середньовіччя.
До творчості Уланда звертались Едвард Гріг, Йоганнес Брамс, Ференц Ліст, Фелікс Мендельсон, Франц Шуберт, Роберт Шуман, Каміль Сен-Санс, Річард Штраус, Макс Регер, Олексій Верстовський, Олександр Даргомижський, Микола Метнер та інші композитори. Український переклад поезії Людвіга Уланда здійснив Павло Грабовський, опублікована у збірці «З чужого поля» у 1895 році. Російською Уланда перекладали В. Жуковський, Федір Тютчев, Михайло Михайлов, Афанасій Фет, Петро Вейнберг, Олександр Чижевський та інші.